# Lövfalla
Lövfalla är ett naturreservat i Degerfors kommun i Örebro län.
Området är naturskyddat sedan 2004 och är 42 hektar stort. Reservatet sträcker sig österut från sjön Ölan och  består av gran- och tallskog samt ett brandfält i öster efter en skogsbrand 1997.